# The Gun (groupe)
Pour les articles homonymes, voir Gun.
The Gun, ou simplement Gun, était un groupe rock britannique, originaire de Londres, en Angleterre. Il est issu de la fin des années 1960. Connus surtout pour leur tube de 1968, Race With the Devil, ils ont sorti seulement deux albums sous ce nom.

## Biographie
Gun est formé en 1967, à Londres par les frères Gurvitz, qui se font alors appeler Curtis. Le groupe, composé à l'origine de cinq musiciens se réduit à un trio début 1968. Il s'agit d'Adrian Gurvitz, né le 26 juin 1949, à la guitare et au chant, de Paul Gurvitz, né le 6 juillet 1944, à la basse, et de Louie Farrell, né le 8 décembre 1947, à la batterie, ainsi que, pour une très courte période et n'ayant finalement jamais enregistré avec le groupe, Jon Anderson au chant qui formera Yes en 1968. Ray Bennett joue également un temps comme bassiste avant de joindre les rangs de Flash (en) avec Peter Banks, ancien guitariste de Yes. 
Le groupe enregistre son premier album, éponyme, d'où sera extrait en 45 tours le titre Race With the Devil qui sera un des gros succès de l'automne 1968 au printemps 1969. Cet album est connu car sa pochette est la première réalisée par Roger Dean (créateur des fameuses pochettes de Yes entre autres). 
Le second album, intitulé Gunsight, paraît en 1969, mais il passe assez inaperçu, de même que quelques 45 tours. Le groupe se dissout en 1970. Les frères Gurvitz en 1971 au sein de Three Man Army enregistreront trois albums. Enfin, entre 1974 et 1976, ils s'associent avec Ginger Baker, l'ancien batteur de Cream, pour former Baker Gurvitz Army qui sortira aussi trois albums studio. À la même époque, les frères Gurvitz participent sur deux albums au Graeme Edge Band mené par Graeme Edge, ancien batteur des Moody Blues.
Race with the Devil est repris notamment par Judas Priest, Black Oak Arkansas, Girlschool, et Church of Misery.

## Discographie

### Albums studio
- 1968 : Gun (CBS)
- 1969 : Gunsight (CBS)

### Singles
- 1968 : Race With the Devil / Sunshine  (CBS), "20 décembre 1968."
- 1969 : Drives You Mad / Rupert's Travels  (CBS)
- 1969 : Hobo / Don't Look Back  (CBS)
- 1970 : Runnin' Wild / Drown Yourself In the River (CBS)